# Lukas Sandmann
Friedrich Lukas Sandmann (* 1. Juni 1993 in Chemnitz) ist ein im deutschsprachigen Raum aktiver Musicaldarsteller.

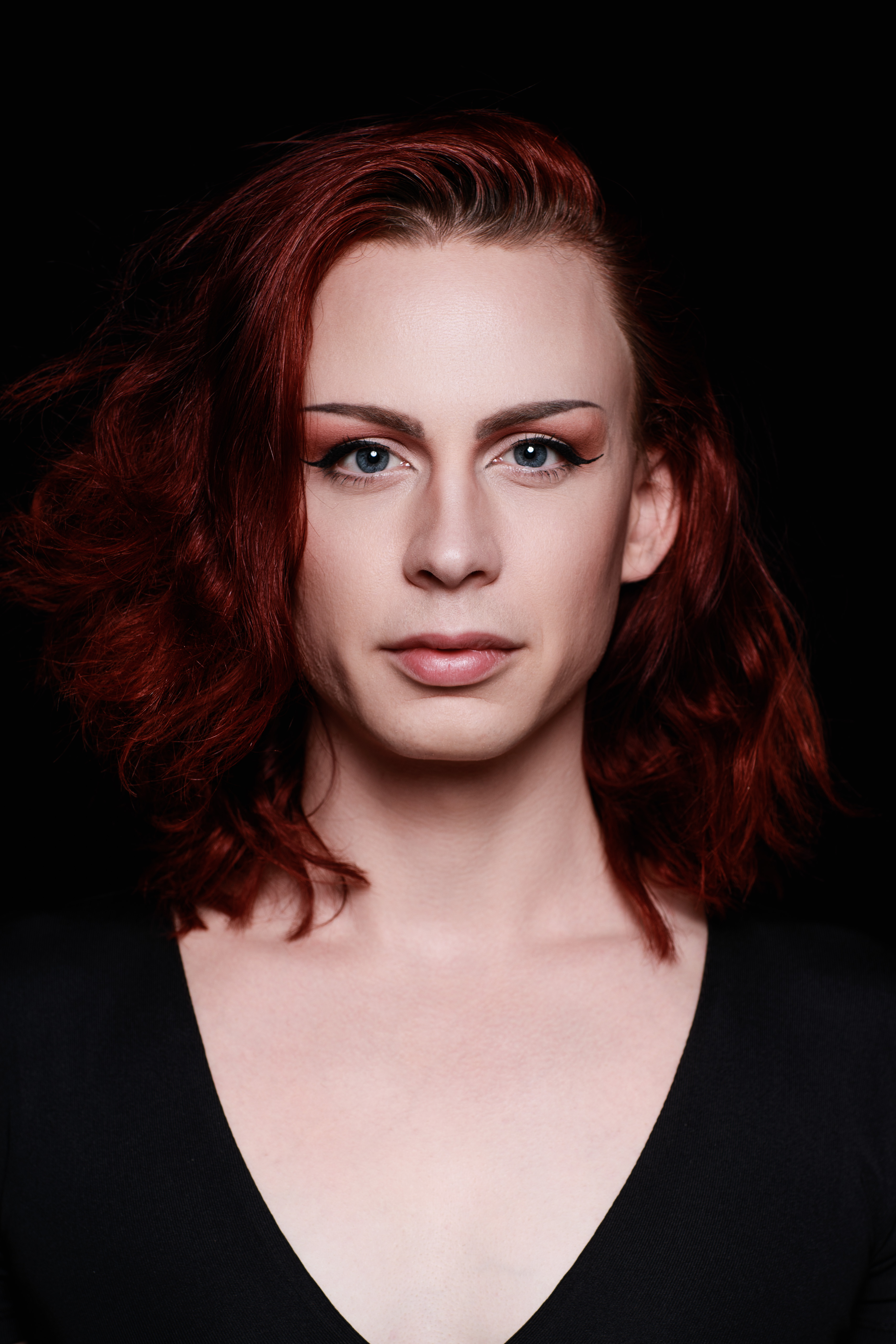
Lukas Sandmann bei einem Fotoshooting des Landestheater Linz.

## Leben
Sandmann wurde 1993 in Chemnitz, Sachsen, als ältestes von drei Kindern geboren. Sein Vater Georg Christoph Sandmann ist freischaffender Dirigent und Professor an der Hochschule für Musik Dresden. Seine Mutter Heidrun Sandmann (geb. Böttcher) ist seit 1989 Erste Konzertmeisterin der Robert-Schumann-Philharmonie und des Theaters Chemnitz. In seiner Kinder- und Jugendzeit besuchte Sandmann die Grundschule Johann Heinrich Pestalozzi in Freiberg und die Mittelschule (neu: Oberschule) Neukirchen, Erzgebirge, Sachsen. Dort erhielt er einen Realschulabschluss im Juni 2010. Später holte er das Abitur an der Fortis Akademie in Chemnitz-Grüna nach und schloss im Sommer 2013 ab.
Im Anschluss folgte eine Ausbildung zum Restaurantfachmann in dem Gastronomie Lokal Tillmanns in Chemnitz. Diese brach er im Winter 2014 ab. Er arbeitete jedoch bis zum Sommer 2015 weiter in diesem Arbeitsfeld. Im Frühjahr 2015 bewarb er sich auf anraten seines Gesangslehrers Wieland Müller (Studio W.M. - Werkstatt für Musik und Theater) an der Musicalausbildungsstätte Joop van den Ende Academy in Hamburg, Speicherstadt.
Bereits im Januar 2016 gab der Inhaber der Musicalschule, Stage Entertainment bekannt, dass die Ausbildungsschule aufgrund von Budgetkürzungen bis Sommer 2016 geschlossen hätte werden sollen. Da es jedoch unterschriebene und gültige Ausbildungsverträge der Jahrgänge 2014 und 2015 gab, wurde in einem sechsmonatigen Gerichtsprozess eine Einigung erzielt und die Ausbildung für den Jahrgang 2015 für 2 Jahre ermöglicht.
Nach der absolvierten Ausbildung als staatlich anerkannter Musicaldarsteller wurde Sandmann durch Christof Wahlefeld (ehm. Dramaturg am Theater für Niedersachsen) für die Produktion Dogfight – Ein hässliches Spiel, sein erstes professionelles Engagement ermöglicht.
Innerhalb der Jahre 2014 bis 2019 zog Sandmann fünf Mal um und lebt seit August 2019 in Linz (an der Donau), Österreich und arbeitet dort am ortsansässigen Landestheater Linz als festes Musicalensemblemitglied.

## Stückauswahl seit 2004

### Rollen nach der Ausbildung
- 2025: Rent (als Angel) - Landestheater Linz
- 2025: Sweeny Todd (als Tobias / Toby) - Landestheater Linz
- 2024: Something Rotten [DSE] (als Nigel Bottom) - Landestheater Linz
- 2024: Wonderland [EE] (als El Gato) - Landestheater Linz
- 2024: Berlin Non Stop [UA] (als Isa) - Theater am Pfefferberg Berlin
- 2024: Strike up the Band - Der Käsekrieg [ÖEA] (als Timothy Harper) - Landestheater Linz
- 2024: Das Licht auf der Piazza [ÖEA] (als Fabrizio Naccarelli) - Landestheater Linz [z. T. in italienischer Sprache]
- 2024: Die Königinnen [UA] (als Dauphin & François II. / David Rizzio / James VI.) - Landestheater Linz
- 2023: Tootsie [ÖEA] (als Stuart) - Landestheater Linz
- 2023: School of Rock [DSE] (als Theo / Mr. Green) - Landestheater Linz
- 2023: BÄM! - 10 Jahre Musicalensemble Linz [UA] - Landestheater Linz
- 2023: Natasha, Pierre und der große Komet von 1812 [EE] (als Dolochow) - Landestheater Linz
- 2022: Catch Me If You Can (Musical)[ÖEA] (als COD) - Landestheater Linz
- 2022: Anastasia (Musical) [ÖEA] (als Dimitri) - Landestheater Linz
- 2022: Fanny und Alexander [UA] - (als Aron Retzinsky / Mikeal Bergmann) - Landestheater Linz
- 2022: TITANIC (Das Musical) - (als Harold Bride) - Landestheater Linz
- 2022: Priscilla – Königin der Wüste [ÖEA]- (als Miss Verständnis / u. a.) - Landestheater Linz
- 2021: Piaf [WA] - (als Charles Aznavour / Petit Louis / Solist der „Les Compagnons de la chanson“) - Landestheater Linz [mit französischen Songs]
- 2021: Wie im Himmel [DSE] - (als Tore) - Landestheater Linz
- 2021: Open Air: All we have is now - (als Ensemblemitglied) - Landestheater Linz
- 2021: The Wave / Die Welle [UA] - (als Robert) - Landestheater Linz
- 2021: Songs for a new World / Lieder für eine neue Welt - (als Solist) - Landestheater Linz
- 2020: Piaf - (als Charles Aznavour / Petit Louis / Solist der „Les Compagnons de la chanson“) - Landestheater Linz [mit französischen Songs]
- 2020: A funny Thing happend on the Way to the Forum / Die Spinnen, die Römer - (als Hero) - Landestheater Linz
- 2019: Mary und Max - Und irgendwo ein Licht [EE] - (als Ethel, ein Hahn / kl. Max / kl. Damian u. a.) - Landestheater Linz
- 2019: Sister Act - (als TJ / u. a.) - Landestheater Linz
- 2019: Next to Normal [HEA] - (als Gabe Goodmann) - Waggonhalle Marburg
- 2019: Zucker [UA] - (als Florentin Schmidt) - Luisenburg-Festspiele Wunsiedel
- 2019: My fair Lady - (als Freddy Eynsford-Hill) - Die Theater Chemnitz GmbH
- 2019: Green Day’s American Idiot [Tournee] - (als Johnny) - deutschlandweit
- 2018: Emil und die Detektive - (als Emil Tischbein) - Die Theater Chemnitz GmbH
- 2018: Fack Ju Göhte - Das Musical [UA] (als Daniel „Danger“ Becker) - Stage Entertainment und Constantin Film - Werk7 Theater München
- 2017: Frühlings Erwachen (als Ernst Robel / Reinhold) - Theater für Niedersachsen - Hildesheim
- 2017: Dogfight [DSE] - (als Ralph Boland) - Theater für Niedersachsen - Hildesheim

*[UA] - Uraufführung | [ÖEA] Österreichische Erstaufführung | [EE] - Europäische Erstaufführung | [DSE] - Deutschsprachige Erstaufführung | [HEA] - Hessische Erstaufführung | [WA] - Wiederaufnahme

### Rollen vor und während der Ausbildung
- 2017: Fack Ju Göhte - Se Mujsikel [Workshop] - (als Daniel „Danger“ Becker) - Joop van den Ende Academy in coop. mit Stage Entertainment und Constantin Film
- 2017: Tick, Tick...Boom! - (als Jonathan Larrson) - Joop van den Ende Academy
- 2016: Shockheaded Peter - (als Böser Bube) - Joop van den Ende Academy
- 2016: Showcase - Weil du nicht weißt, was ICH ist - (als Ensemblepart) - Joop van den Ende Academy
- 2015: Fame - (als Nick Piazza) - Stadthalle Chemnitz mit dem Studio W.M.
- 2013: Oliver! - (als Messerschleifer / Ensemble) - Stadthalle Chemnitz mit dem Studio W.M.
- 2011 bis 2017: jährliche Ostseetournee des Studio W.M. - (als Solist / Ensemble) - Usedom, 6–8 Kurorte
- 2008: Der Wasserkristall (als Gru's Helfer) - Wasserschloss Klaffenbach mit dem Studio W.M.
- 2007: Mamma Mia jr. - (als Sky) - Musical AG Gymnasium Zschopau
- 2005: Falco Meets Amadeus / FMA - (als junger, kleiner Falco)
- 2004: Cabaret - (Kinderdarsteller) - Die Theater Chemnitz GmbH
- 2004: Der kleine Tag - (als Kind der Umzugsfamilie) - Stadthalle Chemnitz, Wasserschloss Klaffenbach mit dem Studio W.M.
- 2004 bis 2017: jährliche GALA des Studio W.M. - (als Solist / Ensemble) - Stadthalle Chemnitz mit dem Studio W.M.

## Diskografie
- 2025: Wonderland, Live Cast-Album
- 2024: Berlin Non Stop, EP-Album
- 2024: Die Königinnen, Live Cast-Album
- 2022: Fanny und Alexander, Live Cast-Album
- 2018: Fack Ju Göhte - Das Musical, Cast-Album

## Auszeichnungen
- 2018: Deutscher Musical Theater Preis: Bestes Musical (Fack Ju Göhte - Das Musical) - Werk7 Theater München
- 2021: Deutscher Musical Theater Preis: Bester Darsteller in einer Hauptrolle (“Robert” in “The Wave - Die Welle”) - Landestheater Linz
- 2021: Deutscher Musical Theater Preis: Bestes Musical (“The Wave - Die Welle”) - Landestheater Linz
- 2022: “Richard Tauber Medaille” Publikumsliebling des Musicalensembles 21/22 - Freunde des Musiktheaters eV. - Landestheater Linz
- 2024: Deutscher Musical Theater Preis: Bester Darsteller in einer Nebenrolle (“Isa” in “Berlin Non Stop”) - Pfefferbergtheater Berlin
- 2024: Deutscher Musical Theater Preis: Bestes Musical (“Die Königinnen”) - Landestheater Linz
- 2025: “Richard Tauber Medaille” Publikumsliebling des Musicalensembles 24/25 - Freunde des Musiktheater eV. - Landestheater Linz